# Manawatu District
Der Manawatu District ist eine zur Region Manawatū-Whanganui gehörende Verwaltungseinheit in Neuseeland. Der Rat des Distrikts, Manawatu District Council (Distriktrat) genannt, hat seinen Sitz in der Stadt Feilding, ebenso wie die Verwaltung des Distrikts.

## Geographie
Der Distrikt stellt mit 2567 km² reiner Landfläche den drittkleinsten Distrikt in der Region Manawatū-Whanganui dar. Mit 27.456 im Jahr 2013 gezählten Einwohnern kommt der Distrikt auf eine Bevölkerungsdichte von 10,7 Einwohner pro km² und ist damit der Distrikt mit der dritthöchsten Bevölkerungsdichte in der Region.
Der Manawatu District wird im Westen und Norden vom Rangitikei District umschlossen. Im Nordosten grenzt der Central Hawke’s Bay District an, der bereits zur Region Hawke’s Bay gehört, im Osten tut dies der Tararua District und als natürliche Grenze die Ruahine Range, im Südosten die Stadt Palmerston North und im Süden der Horowhenua District. Ein ganz kleiner Küstenstreifen im Westen gibt dem Distrikt Zugang zur Tasmansee.
Der Distrikt liegt in einer zur Küste hin offenen Ebene, die durch den Oroua River und zahlreichen kleineren Flüssen geprägt ist. Einzige Stadt des Distrikts ist die rund 10.500 Einwohner große Stadt Feilding. Alle anderen Orte liegen unter 1000 Einwohnern.

### Klima
Die mittleren Tagestemperaturen liegen im Sommer zwischen 22 und 24 °C und im Winter zwischen 3 und 7 °C je nach Höhenlage. Die Sonnenscheindauer beträgt über 2000 Stunden pro Jahr in Küstennähe und nach Nordosten abnehmend bis hin zu 1800 Stunden pro Jahr. Die Niederschläge liegen zwischen 800 und 1100 mm je nach Lage.

## Bevölkerung

### Bevölkerungsentwicklung
Von den 27.456 Einwohnern des Distrikts waren 2013 3924 Einwohner Māori-stämmig (14,3 %). Damit lebten 0,7 % der Māori-Bevölkerung des Landes im Manawatu District. Das durchschnittliche Einkommen in der Bevölkerung lag 2013 bei 28.400 NZ$, gegenüber 28.500 NZ$ im Landesdurchschnitt.

### Herkunft und Sprachen
Die Frage nach der Zugehörigkeit einer ethnischen Gruppe beantworteten in der Volkszählung 2013 89,3 % mit Europäer zu sein, 14,8 % gaben an, Māori-Wurzeln zu haben, 1,6 % kamen von den Inseln des pazifischen Raums und 1,8 % stammten aus Asien (Mehrfachnennungen waren möglich). 10,4 % der Bevölkerung gab an, in Übersee geboren zu sein und 3,2 % der Bevölkerung sprachen Māori, unter den Māori 18,1 %.

## Politik

### Verwaltung
Der Manawatu District ist seinerseits noch einmal in drei Wards eingeteilt, dem Feilding Ward mit fünf Councillors (Ratsmitglieder), dem Southern Manawatu Rural Ward mit drei und dem Northern Manawatu Rural Ward mit zwei Councillors. Zusammen mit dem Mayor (Bürgermeister) bilden sie den District Council (Distriktsrat). Der Bürgermeister und die zehn Ratsmitglieder werden alle drei Jahre neu gewählt.

## Infrastruktur

### Verkehr
Verkehrstechnisch angebunden ist der Distrikt durch die New Zealand State Highways 1, 3 und 54 sowie die North Island Main Trunk Railway, einer Eisenbahnlinie, die von Norden kommend Auckland mit Wellington im Süden der Nordinsel verbindet und direkt durch Feilding führt.